# Hårdnosig haj
Hårdnosig haj (Carcharhinus macloti ) är en haj i familjen gråhajar. Den hör till de mindre gråhajarna, som fullvuxen når den en längd på upp till 110 centimeter. Hajen förekommer i Indiska oceanen och i västra Stilla havet, ovan kontinentalsockeln, ner till 170 meters djup. Den är en predator som främst tar olika benfiskar.  
Fortplantningen är vivipar. Honorna får vanligen bara två ungar per kull. Ungarna är i förhållande till andra gråhajsarter och i jämförelse med honornas storlek ganska stora, omkring 45 centimeter.  
Könsmognaden inträffar när individerna uppnår en längd på 70-75 centimeter. Livslängden för arten uppskattas till 15-20 år. Det antas att en fullvuxen hona har en reproduktioncykel på två år.
Av IUCN kategoriseras hårdnosig haj som nära hotad. Det främsta hotet mot arten är att det förekommer ett visst fiske av den i kombination med låg reproduktionstakt.